# Woluwe-Saint-Lambert
Woluwe-Saint-Lambert (fransk navn) eller Sint-Lambrechts-Woluwe (hollandsk navn) er en af de 19 kommuner i Belgien som udgør hovedstadsregionen Bruxelles. Kommunen ligger i den østlige del i regionen. Den grænser til Schaerbeek og Evere mod nordvest, Zaventem i Flandern nordøst, Kraainem i Flandern mod øst, Woluwe-Saint-Pierre mod syd og Etterbeek mod sydvest. Som alle kommuner i Bruxelles-regionen er den lovmæssigt tosproget (fransk-hollandsk).
Woluwe-Saint-Lambert er opkaldt efter åen Woluwe (en) som løber gennem kommunen. Den udmunder i Senne.
Pr. 1. januar 2025 havde kommunen 60.956 indbyggere. Det samlede areal var 7,3 km2, og befolkningstætheden 8.357/km2.